# Альянс (Северная Ирландия)
Партия «Альянс» Северной Ирландии (англ. Alliance Party of Northern Ireland, APNI) — британская политическая партия со штаб-квартирой в Белфасте (Северная Ирландия), дистанцирующаяся от идеологий как лоялизма (юнионизма), так и ирландского национализма; позиционирует себя как либеральная политическая сила, стоящая вне этнорелигиозного противостояния между католиками и протестантами Северной Ирландии (nonsectarian party).
Партия была создана в 1970 году группой умеренных юнионистов; в 70-е — 80-е партия имела наибольшую поддержку в спокойные от насилия годы и теряла популярность во время обострения конфликта в Северной Ирландии. В настоящее время партия придерживается идеологии либерализма и выступает против проводимого урегулирования североирландского конфликта на основе деления населения на две группы — ирландцев-католиков (ирландских националистов) и протестантов (юнионистов).
На выборах в Ассамблею Северной Ирландии 2007 года партия получила 7 мест из 108, получив 36 139 (5,2 %) голосов. В органах местного самоуправления Северной Ирландии партия представлена 31 депутатом из 582 возможных.
На всеобщих выборах 2010 года кандидату APNI Наоми Лонг удалось победить в округе Восточный Белфаст действующего Первого министра Северной Ирландии от Демократической юнионистской партии Питера Робинсона. Таким образом, партия представлена в Палате общин впервые с 1973 года, когда к ней присоединился уже избранный депутат от Ольстерской юнионистской партии. На выборах 18 кандидатов «Альянса» получили в общей сложности 42 762 голосов.
На выборах в Европарламент в 2019 году получила 1 место.